# Pangrapta molybdina
Pangrapta molybdina là một loài bướm đêm trong họ Erebidae.